# Igreja do Senhor Bom Jesus da Pedra

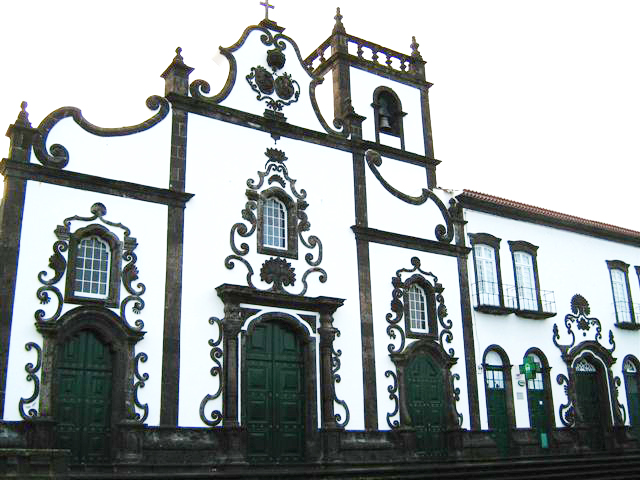
Igreja e Hospital da Misericórdia, Vila Franca do Campo.

A Igreja do Senhor Bom Jesus da Pedra, popularmente conhecida como Igreja e Hospital da Misericórdia, localiza-se na Vila e concelho de Vila Franca do Campo, na ilha de São Miguel, na Região Autónoma dos Açores, em Portugal.

## História
O templo foi erigido nos finais do século XV, integrando um dos primeiros edifícios hospitalares da ilha de São Miguel - o da Santa Casa de Misericórdia de Vila Franca.
No século XVII sofreu obras de conservação, o mesmo tendo ocorrido no século XVIII.
As festas do Bom Jesus da Pedra, tem lugar anualmente neste templo, no último fim-de-semana de Agosto.